# Harold Temperley
Harold William Vazeille Temperley (* 20. April 1879; † 11. Juli 1939) war ein britischer Historiker und seit 1931 Professor für Neuere Geschichte an der Universität Cambridge. Temperley war zeitweilig auch Master von Peterhouse, dem ältesten der dortigen Colleges, und Präsident des International Congress of Historians.

## Leben und akademisches Wirken
Nach dem Beginn einer akademischen Karriere in Cambridge arbeitete Temperley während des Ersten Weltkriegs für Armee und Regierung und war 1919 Mitglied der britischen Delegation bei der Pariser Friedenskonferenz, was sich in mehreren Publikationen über die dortigen Verhandlungen und die Balkan-Frage niederschlug.
Temperley gehörte zu den führenden Vertretern der Diplomatiegeschichte während der Zwischenkriegszeit, die hier zu einer Königsdisziplin des Faches wurde. Temperley-Schüler Herbert Butterfield beschrieb ihn und dessen Kollegen Charles Webster Jahrzehnte später als überragende Persönlichkeiten "like booming giants, cumbersome and dangerous to crockery, bulging with warmth and good feeling, yet capable of overbearingness - terrible lions if you trod on their tales”.
Bekannt wurde er durch seine Werke zur britischen und internationalen Politik des 19. und frühen 20. Jahrhunderts: Temperley propagierte hierbei ein breites Studium der Originalquellen zu einer Zeit, als sich die britische Geschichtswissenschaft in moderner Form erst zu etablieren begann. Bleibenden Eindruck in der Historiographie hinterließen aus diesem Blickwinkel seine Werke über den britischen Außenminister George Canning und die Herausgeberschaft der umfangreichen Aktensammlung British Documents on the Origins of the War, 1898-1914, die er zwischen 1926 und 1938 gemeinsam mit George Peabody Gooch edierte.
Temperley war 1923 auch Begründer der renommierten Fachzeitschrift The Cambridge Historical Journal  (seit 1958 The Historical Journal), die bis heute von der Cambridge University Press herausgegeben wird. Seit 1927 war er Mitglied (Fellow) der British Academy.
Er ist der Vater des Physikers Harold Neville Vazeille Temperley.

## Werke
- The life of Canning (1905)
- History of Serbia (1917)
- Frederic the Great and Kaiser Joseph: An Episode of War and Diplomacy in the Eighteenth Century (1915)
- A history of the Peace Conference of Paris (6 Bände/1920–1924)
- The Cambridge History of British Foreign Policy, 1783–1919 (Mitarbeiter/1922–1923)
- The foreign policy of Canning, 1822–1827 (1925)
- British Documents on the Origins of the War, 1898–1914 (1926–1938/mit George Peabody Gooch)
  - I. The end of British isolation
  - II. The Anglo-Japanese alliance and the Franco-British entente
  - III. The testing of the entente, 1904-6
  - IV. The Anglo-Russian rapprochement, 1903-7
  - V. The Near East: The Macedonian problem and the annexation of Bosnia, 1903-9
  - VI. Anglo-German tension: armaments and negotiation, 1907-12
  - VII. The Agadir Crisis
  - VIII. Arbitration, neutrality and security
  - IX.1 The Balkan wars: The prelude. The Tripoli war
  - IX.2 The Balkan wars: The League and Turkey
  - X.1 The Near and Middle East on the eve of war
  - X.2 The last years of peace
  - XI. The outbreak of war
- Europe in the Nineteenth Century (1927/mit A. J. Grant)
- England and the Near East: The Crimea (1936)
- Foundations of British foreign policy (1938/mit Lilian M. Penson)
- A Century of Diplomatic Blue Books, 1814–1914 (1938/mit Lilian M. Penson)